# Bubnové z Litic
Bubnové z Litic (z Bubna a Litic, v moderní době často psáni Bubna-Litic) jsou starý český šlechtický rod ze 14. století pocházející ze západních Čech. Původně používali přídomek „z Bubna“. Byl to nejprve vladycký rod, později rod hraběcí, jehož jméno bylo odvozeno od hradu Buben, jehož zříceniny dodnes stojí na skalnatém ostrohu u obce Plešnice asi 4 km západně od Města Touškova.

## Historie
Stejného jména užívali i Varlichové (též Varlejchové) z Bubna, kteří měli v erbu zlatý buben v modrém poli, kdežto Bubnové z Litic užívali v jedné polovině ve zlatém poli podlouhlý buben a v druhé – modré polovině pak zlatou lví hlavu posazenou na zlaté korunce.
Novější název rodu – přesněji jedné větve Bubnů – „z Litic“ se vztahuje k hradu Litice 8 km západně od Žamberka, který koupil roku 1562 příslušník tohoto rodu, Mikuláš z Bubna, vlastnící tou dobou nedaleké panství Přestavlky s tvrzí. A protože k litickému panství připojil ještě druhou polovinu městečka Žamberk s několika přilehlými vesnicemi, vzniklo již poměrně rozsáhlé dominium, které si zvolil za hlavní sídlo a začal používat přídomek „z Litic“.
Stavovské povstání poznamenalo i tento rod, neboť Jan st. Varlich z Bubna přišel o část svých majetků. Také další člen rodu – generál stavovského vojska – Jan ml. z Bubna musel uprchnout s králem Fridrichem, jelikož mu doma kromě ztráty majetku hrozila i ztráta života. Synové Mikuláše Vratislava z Bubna zachovali věrnost Habsburkům a tudíž byli roku 1629 povýšeni do panského stavu. V roce 1644 pak pro sebe obdrželi bratři Jindřich Jan a Kunata Jaroslav dědičný hraběcí titul. V tomto období se definitivně oddělují Varlichové z Bubna od větve Bubnů z Litic.

### Významní členové rodu

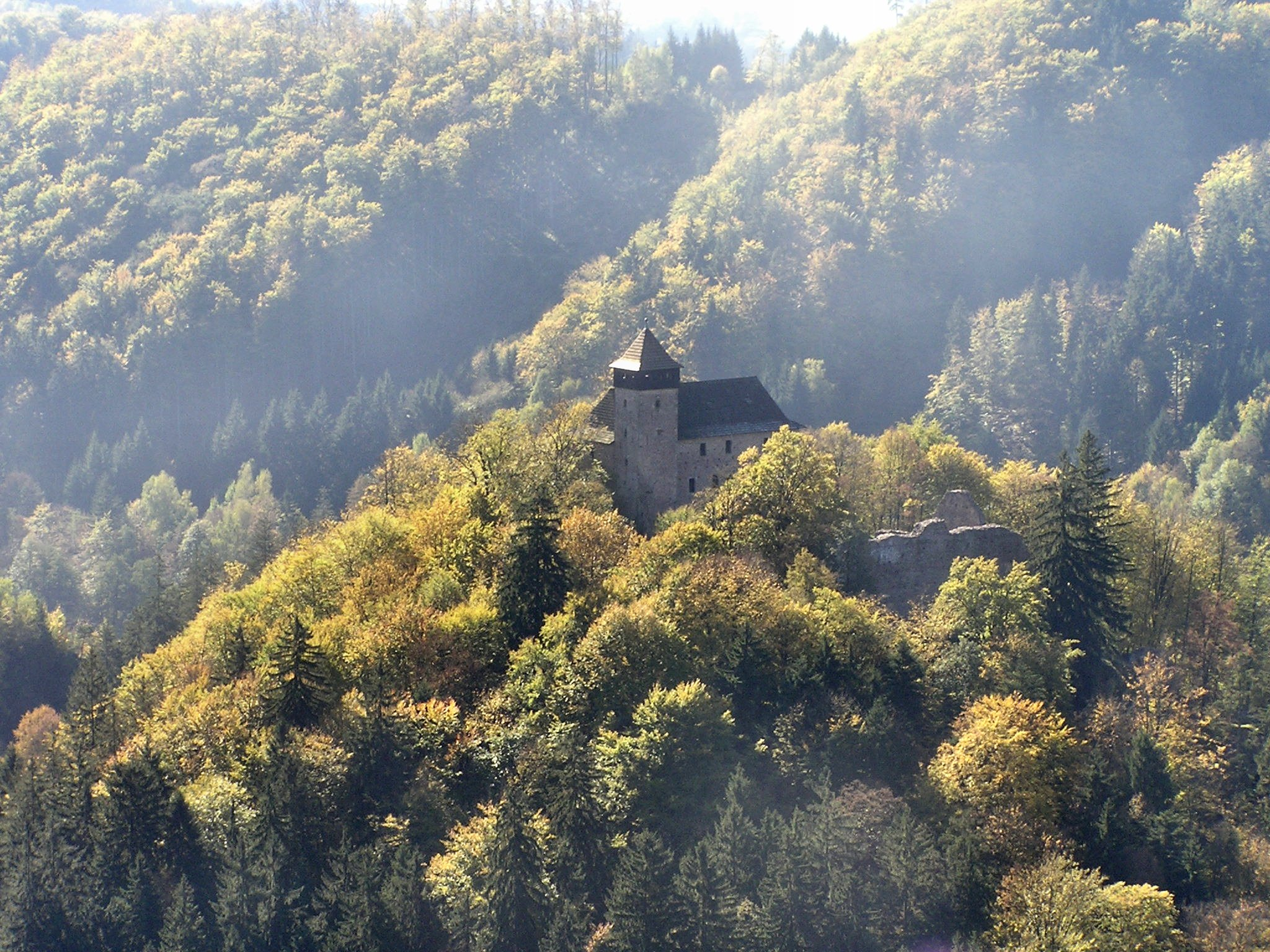
Hrad Litice ve východních Čechách

- Jan Varlich mladší z Bubna (1570–1635) – manželka Anna z Dohalic a Mariana z Bubnu, vynikl jako císařský plukovník, který byl v roce 1609 zvolen generálem jízdy stavovských vojsk a účastnil se v roce 1620 bitvy na Bílé hoře. Po porážce stavů byl proto s králem Fridrichem Falckým nucen uprchnout do exilu. Aktivně se také účastnil jednání s Albrechtem z Valdštejna o jeho vystoupení proti císaři. Zemřel 2. června 1635 v Halle jako generálmajor nizozemského vojska.

- Další významnou osobností byl Jindřich Jan (1596–1653) – manželka Marie Johana hraběnka z Waldburg-Zeilu (1627–1691)[1] – od roku 1629 jako první hrabě z Bubna a Litic, jenž zemřel v roce 1653 jako zemský hejtman v Kladsku.

- Heřman II. Varlich z Bubna (1536–1602) se proslavil hlavně ve válkách s Turky, svým lvem a rodovou pověstí. Také nechal vystavět kostel Nejsvětější Trojice v Horním Jelení.

- Hrabě Ferdinand Antonín (1768–1825) se proslavil jako vynikající stratég, diplomat a válečník v napoleonských službách na bojištích celé Evropy. Převážně v bitvě u Slavkova, u Aspern nebo Wagramu i jinde. Jako zvláštní posel byl dokonce vyslán se speciálním poselstvím přímo k Napoleonovi. Později se stal generálním guvernérem Nizzy, Piemontu a Savojska. Ještě v roce 1818 sloužil jako vrchní velitel v Lombardii. Zemřel roku 1825 v Miláně.

- Mikuláš z Bubna-Litic (1897–1954), protektorátní ministr zemědělství ve vládě Aloise Eliáše. S otcem Michaelem (1864–1949) byli v září 1939 signatáři Národnostního prohlášení české šlechty. Po druhé světové válce byl křivě obviněn a zatčen za vlastizradu. Zasloužil se o osvobození několika politických vězňů.

### Erb
Erb Bubnů až do 16. století měnil svoji podobu. Erbovní znamení se podobalo zpočátku kouli (tympán) později zase duté nádobě. Varlichové z Bubna měli od 16. století buben kotlového tvaru. Tentýž buben zdobený pštrosími péry sloužil i jako klenot. Když byli Bubnové roku 1629 povýšeni do panského stavu, byl upraven i erb, a to tak, že štít byl rozpolcen a do pravé zlaté půle byl kosmo umístěn červený úzký buben, do levé modré zlatá lví hlava vyrůstající ze zlaté korunky. Vedle klenotu rovněž s červeným bubnem a třemi pštrosími péry byl i druhý klenot – lví hlava. Zajímavostí však je, že tesaný erb v Žamberku je osazen pouze jediným perem. Po povýšení do hraběcího stavu roku 1644 nebyl erb již měněn.

### Pověsti
Lva v erbu Bubnů má údajně na svědomí Heřman, který se proslavil svými skutky ve válkách s Turky. Z cest si domů přivezl lva, na jehož kůži údajně odpočíval. Podle historických kritik vypráví básník z počátku 19. století Simeon Karel Macháček v romantické básni, jak v kostele v Horním Jelení prý odpočívá hrdina Heřman i jeho ochočený lev. Lev však byl na erbu již dávno před Heřmanem. 

### Další zčlenů rodu
- Heřman Varlich z Bubna (1442) – manželka: Anna Jestřibská z Rýzmburka
- Mikuláš Varlich z Bubna (zmínka 1532–1551), v držení Horní Libchavy, manželka Eliška z Baště
- Jindřich z Bubna (zmínka 1558–1596) v držení Březno, Přestavlky, 1. manželka Johanka z Krajku (1568), 2. manželka Salomena z Ústí
- Albrecht z Bubna (zmínka 1588–1616), v držení Horní Libchavy, manželka Salomena z Chodče
- Mikuláš Vratislav (1602–1617), v držení Březno a Skašov, manželka Barbora z Budova (1607–1620)
- František Adam Vratislav z Bubna a Litic (1644–1711), v držení Litice – 1. manželka Anna Marie hraběnka z Lamboy, 2. manželka Angelika z Věžník
- Antonín Vít z Bubna a Litic (1717–1787), v držení Litice, 1. manželka Anna Karolína z Kolovrat, 2. manželka Terezie Kordula ze Sloupna
- Ferdinand Josef (1794–1861) v držení Žamberk, Litice – manželka Amalie Kreimel
- Adam Bubna z Litic (1927–2016) a Eleonora Dujková, rozená Bubna-Litic (1929–2018), děti Mikuláše z Bubna, které v 90. letech 20. století v restituci dostaly část někdejšího majetku rodu (k jeho správě byly založeny společnosti Bubna a Bubna-Litic).

## Sídla a panství

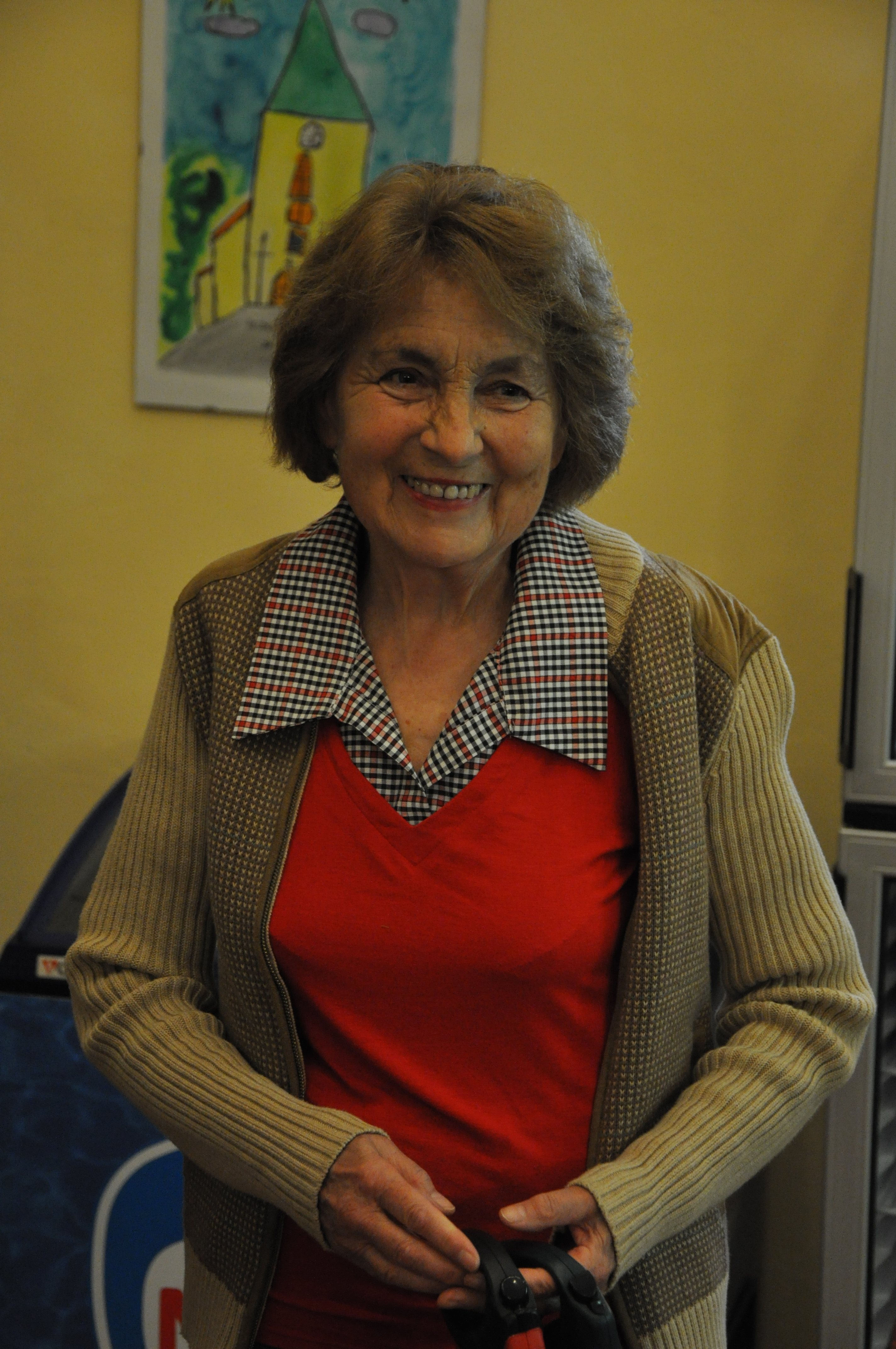
Eleonora Dujková (1929-2018), rozená hraběnka z Bubna a Litic, někdejší majitelka zámku Doudleby nad Orlicí

Bubnové kromě Litic, které vlastnili až do roku 1809, měli v držení ještě zámek v Žamberku a polovinu města Žamberka, Doudleby, Březno, Jelení, Blato, Horní Libchavy, Dolní Libchavy, Přestavlky, ad.
Na Moravě pak žila další větev rodu, která se tam objevila v 19. století. Členové rodu žijí v Čechách dodnes.

## Příbuzenské svazky
Příbuzenskými svazky byli Bubnové spojeni se Žampachy z Potštejna, Talacky z Ještětic, Valdštejny, Kolovraty, pány z Rýzmburka, Budovci z Budova, Kapouny ze Svojkova, ad.